# Плезант-Гілл (Каліфорнія)
Плезант-Гілл (англ. Pleasant Hill) — місто (англ. city) в США, в окрузі Контра-Коста штату Каліфорнія. Населення — 34 613 особи (2020).

## Географія
Плезант-Гілл розташований за координатами 37°57′14″ пн. ш. 122°4′33″ зх. д. / 37.95389° пн. ш. 122.07583° зх. д. (37.954017, -122.075881).  За даними Бюро перепису населення США в 2010 році місто мало площу 18,32 км², уся площа — суходіл.

## Демографія
Згідно з переписом 2010 року, у місті мешкали 33 152 особи в 13 708 домогосподарствах у складі 8285 родин. Густота населення становила 1810 осіб/км².  Було 14321 помешкання (782/км²).
Расовий склад населення:
| - 74,9 % — білих - 13,6 % — азіатів - 2,1 % — чорних або афроамериканців - 0,4 % — корінних американців - 0,2 % — вихідців з тихоокеанських островів - 3,3 % — осіб інших рас |

До двох чи більше рас належало 5,5 %. Частка іспаномовних становила 12,1 % від усіх жителів.
За віковим діапазоном населення розподілялося таким чином: 19,8 % — особи молодші 18 років, 66,3 % — особи у віці 18—64 років, 13,9 % — особи у віці 65 років та старші. Медіана віку мешканця становила 40,7 року. На 100 осіб жіночої статі у місті припадало 94,1 чоловіків;  на 100 жінок у віці від 18 років та старших — 91,0 чоловіків також старших 18 років.
Середній дохід на одне домашнє господарство  становив 105 104 долари США (медіана — 81 226), а середній дохід на одну сім'ю — 132 275 доларів (медіана — 109 381). Медіана доходів становила 80 906 доларів для чоловіків та 61 949 доларів для жінок. За межею бідності перебувало 9,9 % осіб, у тому числі 4,8 % дітей у віці до 18 років та 3,3 % осіб у віці 65 років та старших.
Цивільне працевлаштоване населення становило 17 079 осіб. Основні галузі зайнятості: освіта, охорона здоров'я та соціальна допомога — 22,8 %, науковці, спеціалісти, менеджери — 16,7 %, фінанси, страхування та нерухомість — 12,8 %, роздрібна торгівля — 11,6 %.